# ヴァシリー・ドロフェエフ
ヴァシリー・ドロフェエフ（Vasily Dorofeev、1990年8月6日 - ）は、プレミアリーグ・クラスニヤールに所属するラグビーユニオン選手。

## プロフィール
- ロシア・クラスノヤルスク出身。
- ポジションはスクラムハーフ(SH)。
- 身長 175cm、体重 82kg
- U20ロシア代表に選ばれたことがある[1]。
- ロシア代表キャップは25（2021年3月現在)。

## 略歴
2019年、ワールドカップのロシア代表に選ばれた。